# Eburia linsleyi
Eburia linsleyi es una especie de escarabajo longicornio del género Eburia, tribu Eburiini, familia Cerambycidae. Fue descrita científicamente por Lacey en 1949.
Se distribuye por Estados Unidos.

## Descripción
La especie mide 16,5-22 milímetros de longitud. El período de vuelo ocurre en los meses de junio, julio, agosto y septiembre.